# كبوسين سيماني
كبوسين سيماني (الاسم العلمي:Tropaeolum seemannii) هو نوع من النباتات يتبع جنس الكبوسين من الفصيلة الكبوسينية.